# Moval
Moval ist eine Ortschaft und eine ehemalige französische Gemeinde mit 470 Einwohnern (Stand: 1. Januar 2019) im Département Territoire de Belfort in der Region Bourgogne-Franche-Comté.
Mit Wirkung vom 1. Januar 2019 wurden die früheren Gemeinden Meroux und Moval zur Commune nouvelle Meroux-Moval zusammengeschlossen und haben dort den Status einer Commune déléguée. Der Verwaltungssitz befindet sich im Ort Meroux.

## Geographie
Moval liegt auf 354 m über dem Meer, etwa sechs Kilometer südlich der Stadt Belfort (Luftlinie). Das Dorf erstreckt sich im Flachland der Burgundischen Pforte, in einer Talmulde des Dorfbachs östlich des Tals der Savoureuse, am Nordrand des Waldgebietes Bois Gros Jean.
Das Gebiet umfasst einen Abschnitt der nur schwach reliefierten Landschaft im Bereich der Burgundischen Pforte (Trouée de Belfort). Der zentrale Teil des Gebietes wird von der Mulde von Moval eingenommen, die durch den Dorfbach nach Westen zur Savoureuse entwässert wird. Flankiert wird diese Talmulde von einem Plateau, das durchschnittlich auf 370 m liegt. Es ist teils mit Acker- und Wiesland, teils mit Wald bedeckt. Mit 381 m wird im Bois Gros Jean die höchste Erhebung von Moval erreicht. Ein Anteil des Bodens der Commune déléguée südlich des Dorfes gehört zum Waffenplatz von Fougerais.

## Geschichte
Erstmals urkundlich erwähnt wird Moval im Jahr 1196 unter dem Namen Menuval. Mitte des 14. Jahrhunderts gelangte das Dorf unter die Oberhoheit der Habsburger. Zusammen mit dem Sundgau kam Moval mit dem Westfälischen Frieden 1648 an die französische Krone. Seit 1793 gehörte das Dorf zum Département Haut-Rhin, verblieb jedoch 1871 als Teil des Territoire de Belfort im Gegensatz zum restlichen Elsass bei Frankreich. 1972 wurde Moval mit Meroux zur Doppelgemeinde Meroux-Moval fusioniert, erhielt aber auf den 1. Januar 1997 seine Selbständigkeit als Gemeinde wieder zurück. Kirchlich gehört Moval zu Meroux. Seit 2000 war Moval zunächst Teil des Gemeindeverbandes Communauté d’Agglomération Belfortaine, der 2017 in der Communauté d’agglomération Grand Belfort aufging.

## Bevölkerung
| Bevölkerungsentwicklung | Bevölkerungsentwicklung |
| Jahr                    | Einwohner               |
| ----------------------- | ----------------------- |
| 1962                    | 63                      |
| 1968                    | 84                      |
| 1975                    | -                       |
| 1982                    | -                       |
| 1990                    | -                       |
| 1999                    | 250                     |

Nachdem die Einwohnerzahl in der ersten Hälfte des 20. Jahrhunderts stets im Bereich zwischen 50 und 100 Personen gelegen hatte, wurde seit Beginn der 1960er Jahre ein deutliches Bevölkerungswachstum verzeichnet. Seither hat sich die Einwohnerzahl vervierfacht.

## Wirtschaft und Infrastruktur
Moval war bis weit ins 20. Jahrhundert hinein ein vorwiegend durch die Landwirtschaft (Ackerbau, Obstbau und Viehzucht) geprägtes Dorf. Daneben gibt es heute einige Betriebe des lokalen Kleingewerbes. Mittlerweile hat sich das Dorf zu einer Wohngemeinde gewandelt. Viele Erwerbstätige sind deshalb Wegpendler, die in den Agglomerationen Belfort und Montbéliard ihrer Arbeit nachgehen.
Die Ortschaft ist verkehrstechnisch gut erschlossen. Sie liegt an der Hauptstraße N19, die von Belfort nach Delle führt. Mit der Eröffnung der Schnellstraße von der Autobahn A36 nach Delle wurde der Ortskern vom Durchgangsverkehr entlastet. Der nächste Anschluss an die A36 befindet sich in einer Entfernung von ungefähr drei Kilometern. Weitere Straßenverbindungen bestehen mit Trévenans und Meroux. Moval besaß einen Bahnhof an der Eisenbahnlinie von Belfort nach Delle. Die mittlerweile stillgelegte Strecke soll mit der Eröffnung der TGV-Linie Rhin-Rhône reaktiviert werden. Durch eine Buslinie ist Moval mit Belfort verbunden.